# Ивановцы (Хмельницкая область)
Ивановцы (укр. Іванівці) — село в Волочисском районе Хмельницкой области Украины.
Население по переписи 2001 года составляло 379 человек. Почтовый индекс — 31242. Телефонный код — 3845. Занимает площадь 1,28 км². Код КОАТУУ — 6820981905.

## История
В 1946 г. указом ПВС УССР село Янушевцы переименовано в Ивановцы.

## Местный совет
31242, Хмельницкая обл., Волочисский р-н, с. Гарнышевка, ул. Ленина, 2